# Моисеенко, Анатолий Степанович
Анатолий Степанович Моисеенко (1922—1995) — командир звена 62-го штурмового Гродненского ордена Суворова авиационного полка 233-й штурмовой авиационной дивизии 4-й воздушной армии 2-го Белорусского фронта, лейтенант. Герой Советского Союза (1945).

## Биография
Родился 24 августа 1922 года в городе Мариуполь Донецкой области. В Красной Армии с 1940 года. Участник Великой Отечественной войны с июля 1943 года. Участвовал в наступательных операциях на Орловско-Ельнецком, Рославльском, Смоленском, Оршанско-Витебском, Могилёвском, Минском, Гродненском, Белостокском направлениях.
23 февраля 1945 года за образцовое выполнение боевых заданий командования и проявленные при этом мужество и героизм, лейтенанту Анатолию Степановичу Моисеенко присвоено звание Героя Советского Союза с вручением ордена Ленина и медали «Золотая Звезда».
После войны продолжал службу в ВВС СССР. С 1954 года в запасе. Жил в Мариуполе. Умер 30 июня 1995 года.

## Награды
- Медаль «Золотая Звезда» Героя Советского Союза;
- орден Ленина;
- два ордена Красного Знамени;
- орден Александра Невского;
- два ордена Отечественной войны 1-й степени;
- орден Красной Звезды;
- медали.